# Abasanistus claviger
Abasanistus claviger är en tvåvingeart som beskrevs av James 1973. Abasanistus claviger ingår i släktet Abasanistus och familjen vapenflugor. Inga underarter finns listade i Catalogue of Life.